# Megbékélési dekrétum (Anglia, 1460)
Az Angliában 1460. október 24-én elfogadott megbékélési dekrétum (Act of Accord) a rózsák háborúja alatt született egyik parlamenti döntés, amely lehetővé tette a York-háznak a korona öröklését.

## Előzmények
1460. július 10-én a Richard Neville, Warwick grófja vezette York-sereg legyőzte VI. Henrik angol király csapatait a Northamptoni csatában. Ez a győzelem lehetőséget adott arra, hogy a York-ház vezetője, Plantagenet Richárd yorki herceg Írországból visszatérjen Angliába, és Chesterből a walesi határvidéken és Közép-Anglia nyugati grófságain keresztül Londonba vonuljon. York a kényelmes tempóban megtett úton összegyűjtötte híveit, és szándékait nem titkolva, a külsőségeket tekintve úgy érkezett meg Westminsterbe, mint egy uralkodó.
John Whethamstede, Saint Albans apátja feljegyzései szerint York végigment a parlamenti képviselők között, és rátette kezét a király üresen álló trónjára, mintegy jelezve, jogot formál rá. A jelenlévő urak azonban nem a várt üdvrivalgással, hanem néma csendben fogadták ezt a gesztust. York, akinek valóban volt jogosultsága a koronára, ragaszkodott ahhoz, hogy az utódlás ügyét a parlament legfelsőbb bírósága elé terjesszék.

## A dekrétum
A főurak nem akartak dönteni, ezért arra hivatkoztak, hogy felesküdtek VI. Henrik angol királyra, illetve a Lancaster-ház már hatvan éve, IV. Henrik  óta bitorolja a trónt. York válasza az volt, hogy mivel IV. Henrik trónbitorló volt, az utódai is azok. A felek végül megállapodtak egy kompromisszumos megoldásban, amelynek értelmében VI. Henrik megtartja a trónt, de ha meghal, akkor York lesz a következő uralkodó, őt pedig örökösei követik. Addig is évi 10 ezer márkát kapnak a York-trónvárományosok.
Az 1460. október 24-én elfogadott megbékélési dekrétum alapot adott Anjou Margit angol királynénak arra, hogy fia érdekeit védelmezve megszervezze a Lancasterek ellenállását, ami a rózsák háborújának folytatását jelentette.